# The Bureau: XCOM Declassified
 (avril 2019).
Si vous disposez d'ouvrages ou d'articles de référence ou si vous connaissez des sites web de qualité traitant du thème abordé ici, merci de compléter l'article en donnant les références utiles à sa vérifiabilité et en les liant à la section « Notes et références ».
The Bureau: XCOM Declassified est un jeu vidéo de tir tactique en vue à la troisième personne développé par 2K Marin et édité par 2K Games, sorti en août 2013 sur PlayStation 3, Xbox 360 et Windows.
Jeu de science fiction de la série X-COM, son développement a été réalisé par trois différents studios depuis 2006.

## Synopsis
Le jeu prend place à la fin de l'année 1962 au point culminant de la Guerre froide entre les États-Unis et l’URSS. Avant les événements du jeu, le président américain John F. Kennedy a autorisé la création du Bureau des opérations et de commandement, aussi appelé XCOM, qui avait pour but de coordonner les forces militaires américaines dans le cas d'une invasion soviétique des États-Unis. Un bunker de commandement souterrain top-secret a été construit pour abriter le bureau avec un personnel militaire et civil spécifique. À la base militaire de Groom Range, une réunion de hauts dignitaires des États-Unis - entre autres John Edgar Hoover, directeur du FBI ; le Général Deems, de l'Armée Américaine ; et Myron Faulke, directeur de XCOM - est brutalement interrompue par une attaque de grande ampleur, sauf qu'il ne s'agit pas d'un coup des russes. Des ennemis comme l'humanité n'a jamais vu envahissent la Terre (en particulier les Éthérés). La mission de XCOM est désormais lancée.